# Peridontodesmus parvus
Peridontodesmus parvus är en mångfotingart som beskrevs av Ralph Vary Chamberlin 1943. Peridontodesmus parvus ingår i släktet Peridontodesmus, och familjen Cryptodesmidae. Inga underarter finns listade.